# Kerstin Behrendt
Kerstin Behrendt (n. 2 septembrie 1967, Leisnig, Saxonia, Germania) este o atletă ce a reprezentat Republica Democrată Germană, medaliată olimpică. A participat la o ediție a Jocurilor Olimpice (1988) în care a câștigat medalia de argint în proba de 4x100 de metri.

## Palmares
| An   | Competiție                      | Locație                   | Loc | Eveniment | Note  |
| ---- | ------------------------------- | ------------------------- | --- | --------- | ----- |
| 1985 | Campionatul European de Juniori | Cottbus, Germania de Est  | 1   | 100 m     | 11,21 |
| 1985 | Campionatul European de Juniori | Cottbus, Germania de Est  | 1   | 200 m     | 23,21 |
| 1985 | Campionatul European de Juniori | Cottbus, Germania de Est  | 1   | 4x100 m   | 44,30 |
| 1987 | Campionatul Mondial             | Roma, Italia              | 2   | 4x100 m   | 41,95 |
| 1988 | Jocurile Olimpice               | Seul, Coreea de Sud       | 2   | 4x100 m   | 42,09 |
| 1989 | Cupa Europei                    | Gateshead, Marea Britanie | 1   | 4x100 m   | 41,87 |
| 1989 | Cupa Mondială                   | Barcelona, Spania         | 1   | 4x100 m   | 42,21 |
| 1990 | Campionatul European în sală    | Glasgow, Marea Britanie   | 6   | 60 m      | 7,28  |
| 1990 | Campionatul European            | Split, Iugoslavia         | 3   | 100 m     | 11,17 |
| 1990 | Campionatul European            | Split, Iugoslavia         | 1   | 4x100 m   | 41,68 |

## Legături externe
- Materiale media legate de Kerstin Behrendt la Wikimedia Commons
- en Kerstin Behrendt la World Athletics
- en Kerstin Behrendt la Olympedia.org